# Vévoda z Kalábrie

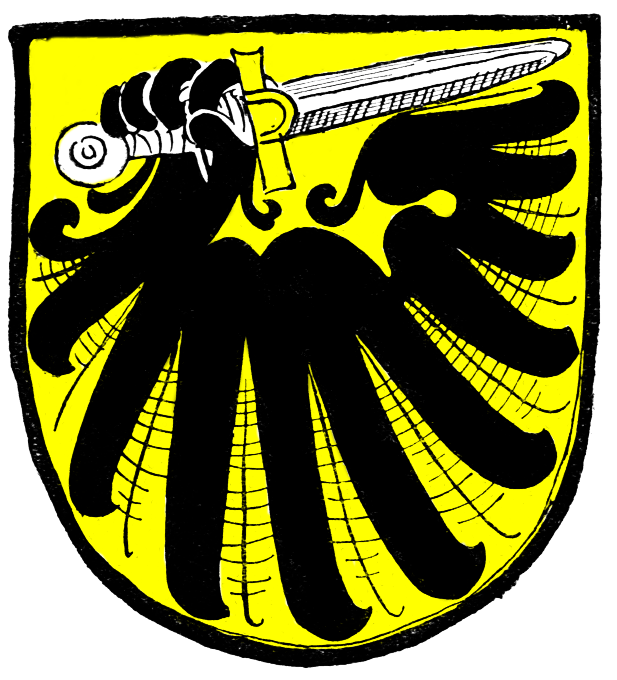
Erb vévody z Kalábrie

Vévoda z Kalábrie byl tradiční titul dědice trůnu Neapolského království po nástupu Roberta Neapolského na trůn. Tento titul byl rovněž přijímán hlavami některých rodů, které si dříve činily nárok na Neapolské království, a to místo královského titulu.
V současné době existují dvě osoby, které si nárokují titul vévody z Kalábrie. Ve španělském kontextu je to titul pro hlavu rodu Bourbonsko-Neapolsko-Sicilských a ve francouzském kontextu je to titul pro dědice titulu vévody z Castra, hlavy královského rodu.

## Anjou
- před 1297–1309: Robert, syn Karla II.
- 1309–1328: Karel, syn Roberta
- 1333–1343: Johana, dcera Karla, společně se svým manželem Ondřejem Uherským
- 1343–1345: Ondřej Uherský, jako manžel královny Johany I.
- 1345–1348: Karel Martel, syn Ondřeje a Johany I.
- 1381–1382 Ludvík I. Neapolský
- 1382–1384 Ludvík II. Neapolský
- 1403–1417 Ludvík III. Neapolský
- 1426–1434 Ludvík III. Neapolský

## Lotrinští
- 1434–1435 René I. Neapolský
- 1435–1470 Jan II. Lotrinský
- 1470–1473 Mikuláš I. Lotrinský
- 1473–1481 Karel IV. z Anjou
- 1481–1493 René II. Lotrinský
- 1493–1544 Antonín Lotrinský
- 1544–1545 František I. Lotrinský
- 1545–1608 Karel III. Lotrinský
- 1608–1624 Jindřich II. Lotrinský
- 1624 František II. Lotrinský
- 1624–1634 Karel IV. Lotrinský
- 1634–1661 Mikuláš František Lotrinský
- 1661–1675 Karel IV. Lotrinský
- 1675–1690 Karel V. Lotrinský
- 1690–1729 Leopold Josef Lotrinský
- 1729–1765 František I., císař Svaté říše římské
- 1765–1790 Josef II., císař Svaté říše římské
- 1790–1804 Leopold II., císař Svaté říše římské

## Aragonští
- 1458–1494 Alfons II. Neapolský
- 1494–1550 Ferdinand Aragonský
- 1501–1504 Ferdinand II. Aragonský

## Bourbon-Obojí Sicílie
Jako královský titul pro následníka trůnu:
- 1747–1777 Infant Filip (vyloučen z nástupnictví z důvodu duševní choroby)
- 1777–1778 Princ Karel (zemřel jako dítě v roce 1778)
- 1778–1825 František I. Neapolsko-Sicilský (titul zanikl při nástupu na trůn)
- 1825–1830 Ferdinand II. Neapolsko-Sicilský (titul zanikl při nástupu na trůn)
- 1836–1859 František II. Neapolsko-Sicilský (titul zanikl při nástupu na trůn)
- 1894–1934 Princ Alfons, hrabě z Caserty (titul nikdy nepoužil)

Jako titul hlavy rodu:
- 1934–1960 Princ Ferdinand Pius

### Bourboni z Obojí Sicílie - pretendenti ze španělské větve
Jako titul hlavy rodu:
- 1960–1964 Infant Alfons
- 1964–2015 Infant Karel
- 2015–současnost Princ Pedro

### Italové z rodu Bourbonsko-Neapolsko-Sicilských prohlašující nárok na titul
Jako titul hlavy rodu:
- 1973–2008 Princ Karel (po smrti otce neměl titul na koho přejít)
- 2016–současnost Princezna Marie Karolína